# Жан Нікод
Жан П'єр Джордж Нікод (1893, Франція — 16 лютого 1924, Женева, Швейцарія) — французький філософ і логік.

### Біографія
У своїй найвідомішій роботі, він показав, що класичне числення висловлювань може бути отримане з однієї аксіоми і одного правила, які виражаються за допомогою штриха Шефера. Він також запропонував аксіому Нікода і розробив критерій Нікода.
Нікод помер у віці 31 року від туберкульозу.
Див. також парадокс ворона Карла Гемпеля.

### Спадщина
Інститут Жана Нікода (Париж) — філія French Centre National de la Recherche Scientifique (CNRS) — це науково-дослідна лабораторія на стику філософії, когнітивної науки, і суспільних наук — інститут  було названо на честь Жана Нікода. Ім'я Жана Нікода пов'язано з престижними лекціями Жана Нікода, які щорічно читаються в Парижі провідними філософами розуму або фахівцями когнітивної науки з філософським ухилом, і опубліковані в серії MIT Press. Лектор отримує премію Жана Нікода в CNRS.

##### Основні роботи
- 1917, «A Reduction in the Number of Primitive Propositions of Logic», Proc. Camb. Phil. Soc. 19: 32-41.
- 1921, «La géométrie des sensations de mouvemen», Revue de métaphysique et de morale 28: 537-43.
- 1922, «Les tendances philosophiques de M. Bertrand Russell» Revue de métaphysique et de morale 29: 77-84.
- 1922, «Математична логіка та основи математики» у Британській енциклопедії: у нових томах. том 3, 12-е вид., 874-76.
- 1923, La géométrie dans le monde sensible. Thèse, Univ. de Paris.
- 1923, Le problème logique de l'induction. Thèse complémentaire, Univ. de Paris.
- 1924, «Les relations des valeurs et les relations de sens en logique formelle», Revue de métaphysique et de morale 31: 467-80.
- 1924, «Freedom of Association and Trade Unionism: An Introductory Survey», International Labor Review 9: 467-80.
- 1930, Foundations of Geometry & Induction, Containing Geometry in a Sensible World and the Logical Problem of Induction, with prefaces by Bertrand Russell and André Lalande. London: Kegan Paul, Trench, Trubner & Co. New York: Harcourt, Brace & Co.[3] Reprinted 2000, London: Routledge.